# Tek
Tek es un rapero estadounidense, miembro del grupo Smif-N-Wessun, y del colectivo de hip hop Boot Camp Clik. Tek debutó en el álbum Enta Da Stage del grupo Black Moon en 1993 con su compañero Steele. En 1994, Smif-N-Wessun lanzó su sencillo debut "Bucktown", siendo todo un éxito en Billboard Hot 100, y dando a Brooklyn el apodo "Bucktown, home of the original gun clappers". El álbum debut de Smif-N-Wessun fue Dah Shinin a principios de 1995, un disco hoy en día considerado como un clásico del rap underground. A finales de 1995 el grupo fue demandado por la compañía de armas de fuego Smith & Wesson, forzándoles a cambiar su nombre de Smif-N-Wessun a Cocoa Brovaz. Tek grabó un álbum con Boot Camp Clik en 1997 titulado For the People, y en 1998 con Cocoa Brovaz lanzó The Rude Awakening. No tuvo el mismo éxito que su primer trabajo, pero obtuvo unas ventas considerables, liderado por el sencillo "Black Trump". Después de que Duck Down Records, el sello de Tek, abandonara Priority Records como sello de distribución, Cocoa Brovaz lanzó un sencillo llamado "Super Brooklyn", utilizando un sample del Super Mario Bros. La atención que el sencillo recibió les hizo firmar un contrato con Rawkus Records. El dúo nunca grabaría un álbum en dicho sello, regresando a Duck Down Records al poco tiempo para el lanzamiento del nuevo álbum The Chosen Few de Boot Camp Clik, en 2002. En 2005, Cocoa Brovaz regresó con su nombre original Smif-N-Wessun y lanzó su tercer álbum, Tek N Steele: Reloaded. A finales de ese año, Tek grabó un álbum callejero llamado It Is What It Is. Tek y Boot Camp Clik han lanzado un tercer álbum como grupo, The Last Stand, en verano de 2006.

## Discograpfía soto

### Álbumes con Smif-N-Wessun/Cocoa Brovaz
- Dah Shinin' (1995)
- The Rude Awakening (1998)
- Tek N Steele: Reloaded (2005)

### Álbumes con Boot Camp Clik
- For The People (1997)
- The Chosen Few (2002)
- The Last Stand (2006)